# ジョシュア・ローガン
ジョシュア・ローガン（Joshua Logan、1908年10月5日 - 1988年7月12日）は、アメリカ合衆国の映画監督。テキサス州テクサーカナ出身。

## 生涯
Culver Academies、プリンストン大学で学ぶ。1931年に卒業の後、モスクワに渡りコンスタンティン・スタニスラフスキーから演技を学ぶ。1932年にアメリカに戻り、ブロードウェイで役者としてデビュー。そのうち、多くの舞台作品の演出を手がけるようになる。1950年にはミュージカル『南太平洋』でトニー賞やピューリッツァー賞 戯曲部門を受賞。
1955年、ジョン・フォードが病気になり、彼が監督していた『ミスタア・ロバーツ』を引き継いで完成させた。その後ミュージカル映画をいくつか手がけ、アカデミー賞にも2度ノミネートされた。

## フィルモグラフィ
- 再会 I Met My Love Again（1938年）監督
- ミスタア・ロバーツ - Mister Roberts（1955年）脚本
- ピクニック Picnic（1955年）監督
- バス停留所 - Bus Stop（1956年）監督
- サヨナラ - Sayonara（1957年）監督
- 南太平洋 South Pacific（1958年）監督
- のっぽ物語 Tall Story（1960年）監督・製作
- ファニー Fanny（1961年）監督・製作
- ミスタア・パルバー Ensign Pulver（1964年）監督・脚本・製作
- キャメロット Camelot（1967年）監督
- ペンチャー・ワゴン Paint Your Wagon（1969年）監督